# Nijnekamtchatsk
Nijnekamtchatsk, ou Nijne-Kamtchatsk, (en russe : Нижнекамчатск ou Нижне-Камчатск) est une ville disparue de Russie. Elle était située dans la péninsule du Kamtchatka, sur le cours inférieur du fleuve Kamtchatka, à 30 km à l'ouest de l'actuelle Oust-Kamtchatsk, dans ce qui est aujourd'hui l'Extrême-Orient russe.
Fondée en tant qu'avant-poste cosaque pour la conquête du Kamtchatka, sous le nom d'ostrog de Nijnekamtchatski en 1713, la forteresse est détruite par la révolte des Itelmènes en 1731 et reconstruite plus en aval. La ville se développe à partir des années 1740 comme port principal pour la traite de fourrure maritime dans les Aléoutiennes et en Alaska. Elle sert aussi de base pour les expéditions maritimes russes dans le nord de l'océan Pacifique, dont celles de Vitus Béring et Piotr Krenitsyne, et pour la colonisation de l'Amérique russe. 
Nijnekamtchatsk est élevée au statut de ville de 1783 à 1822 et devient la principale agglomération de la péninsule, avant de connaître un déclin rapide dès le début du XIXe siècle au profit de Petropavlosk-Kamtchatski. Elle cesse d'exister en 1968. En 1993, l'église de l'Assomption de la Vierge Marie, seul bâtiment encore debout, est restaurée entièrement et consacrée.

## Toponymie
Littéralement, en russe, Нижне (Nijne) signifie « en bas » ou « plus bas » et камчатский (Kamtchatski) « de la Kamtchatka » (Kamtchatka est féminin en russe). Nijnekamtchatski et Nijnekamtchatsk sont deux versions du même nom qui peut donc se traduire par « (fort) de la Kamtchatka d'en bas » ou encore « (fort) de la basse vallée de la Kamtchatka ». 
Par opposition, Verkhnekamtchatsk, situé en amont du fleuve, signifie « (fort) de la Kamtchatka d'en haut ».

## Géographie
Les ruines de la ville de Nijnekamtchatsk se situent en Russie, dans l'Extrême-Orient russe, dans le raïon d'Oust-Kamtchask, à une trentaine de kilomètres de la ville du même nom. Le site est un petit plateau à la confluence de la rivière Radouga et du fleuve Kamtchatka, dans un bassin entouré de montagnes, à 30 km de l'embouchure de ce dernier sur la côte Pacifique. Aucune route ne mène à Nijnekamtchatsk, il faut remonter le fleuve en bateau depuis Oust-Kamtchask.
Aujourd'hui aucun bâtiment ne subsiste excepté l'église d'origine qui a été entièrement restaurée en 1993. Quelques tombes sont encore visibles dans le cimetière, dont celle du colonel de l'Armée rouge Vitold Popko, héros de la « Grande guerre patriotique », constituée par une pyramide surmontée d'une étoile rouge.

## Histoire

### Fort cosaque

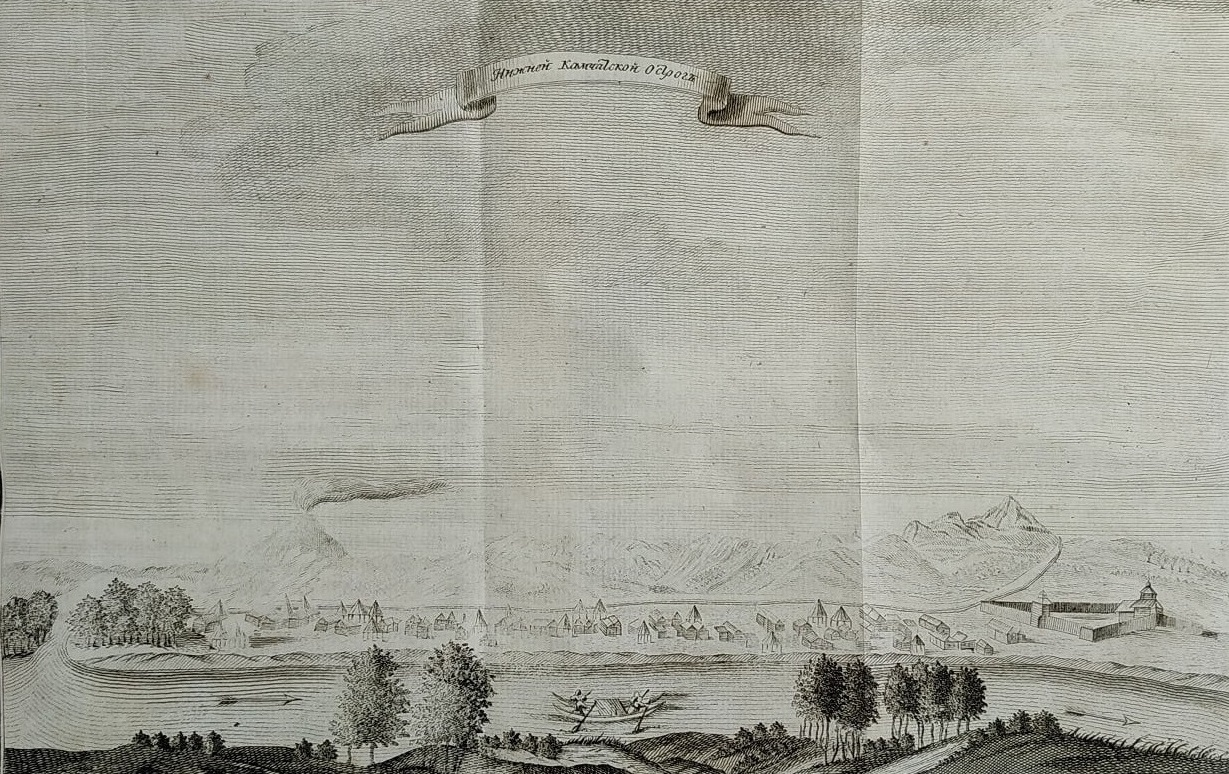
Nijnekamtchatsk et son fort au XVIIIe siècle.

La première expédition d'exploration russe de la péninsule du Kamtchatka est menée en 1697 par le cosaque Vladimir Atlassov et ses troupes. Ils construisent des cabanes pour hiverner près de la confluence entre la rivière Ielovka et le fleuve Kamtchatka, dans le nord de la péninsule. L'année suivante Atlassov proclame l'annexion du Kamtchatka par la Russie, avant de retourner à Iakoutsk, dont il dépend. En 1704, venu mater la rébellion des Itelmènes, Atlassov déplace  l'hivernage sur un promontoire, 5 km en aval sur le cours du fleuve, lequel est probablement fortifié et désigné sous le nom de Nijnekamtchatski. En 1707, les Cosaques se mutinent contre Atlassov et ses méthodes jugées trop brutales. Celui-ci est emprisonné à Verkhnekamtchatski, un autre hivernage installé plus au sud, dont il s'évade pour se réfugier à Nijnekamtchatski où il meurt assassiné en 1711.
En 1713, un fort (ostrog) nommé Nijnekamtchatski est construit près de l'embouchure de la rivière Ouatchkhach, 3 kilomètres en aval du précédent site. Le fort est entouré d'une palissade en bois comprenant une tour et une église est également construite, la première au Kamtchatka : cet évènement marque traditionnellement la fondation de Nijnekamtchatski dans les écrits historiques. En juillet 1728, la première expédition du Kamtchatka du navigateur Vitus Béring part de Nijnekamtchatski pour explorer l'océan Pacifique jusqu'à l'actuel détroit de Béring. La localité compte alors 65 « maisons avec cour » et est le centre administratif du Kamtchatka russe.
En 1731, Nijnekamtchatski est détruite et incendiée par les Itelmènes, en révolte contre l'impôt impérial russe (iassak) et mené par le cosaque rebelle Fiodor Kharchine. Entre 1733 et 1740, un fort est reconstruit à un nouvel emplacement, une soixantaine de kilomètres en aval, sur la rive gauche du fleuve Kamtchatka, à la confluence avec la Radouga. 
Le nouveau site est d'abord nommé Nijnechantalski, d'après le nom d'un lac à proximité. Puis, rapidement, l'ostrog occupant les mêmes fonctions que le précédent, il reprend le nom de Nijnekamtchatski. D'après l'explorateur et géographe Kracheninnikov, qui visite la ville en 1739, les palissades et les bâtiments sont construits en mélèze, ce qui les rend particulièrement solides. L'enceinte du fort, dont la porte d'entrée est surmontée d'une tour, comprend quatre quartiers d'habitation, dont la maison du commandant, des granges, un bania et une « cabane iassak » pour la collecte de l'impôt. Autour du fort se développent un village, une distillerie et une taverne.

### Ville portuaire

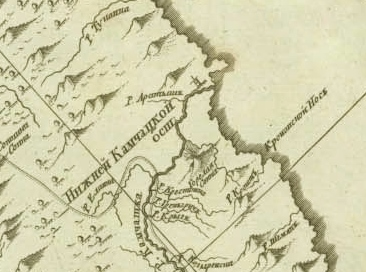
Emplacement de Nijnekamtchatsk sur une carte de 1745.

Pendant la seconde moitié du XVIIIe siècle, Nijnekamtchatsk devient un important port de transit et chantier naval pour les négociants et entrepreneurs russes pratiquant la traite de fourrures avec l'Alaska. En 1743, le cosaque Piotr Kolokolnikov embarque un équipage pour une expédition vers l'île Béring. Ils y passent l'hiver et seraient revenus avec 1 200 peaux de loutres de mer et 4 000 peaux de renards arctiques, ce qui fait leur richesse. C'est le début d'une « ruée vers les fourrures » et Nijnekamtchatsk devient une ville champignon. Un mouvement maritime, migratoire et commercial s'enclenche vers les chapelets d'îles du Commandeur et des Aléoutiennes, pour aboutir à la colonisation russe de l'Alaska.
En 1768, une expédition secrète commanditée par Catherine II et dirigée par Piotr Krenitsyne quitte Nijnekamtchatsk avec deux navires pour trouver une nouvelle route maritime vers l'Arctique et cartographier les côtes de ces nouveaux territoires riches en fourrure. Après un hivernage difficile en Alaska et la perte de plusieurs dizaines d'hommes, l'expédition rentre au port à l'été 1770. Lors d'un transfert en chaloupe, Krenitsyne tombe à l'eau et se noie dans le fleuve Kamtchatka.
Dans les années 1770, l'agglomération de Nijnekamtchatsk est constituée tout d'abord d'une partie fortifiée, un ostrog en bois dans l'enceinte duquel se trouve un bâtiment administratif, des granges et une église dédiée à l'Assomption-de-la-Sainte-Vierge-Marie. Entre le fort et le port s'est développée une ville constituée de cabanes en bois, de balagans et de yourtes autochtones, d'habitations itelmènes semi-enterrés, ainsi que de l'église Saint-Nicolas-le-Thaumaturge.
En 1783, Nijnekamtchatsk obtient le statut de ville et devient chef-lieu du district du même nom dans l'oblast d'Okhotsk. Le 26 octobre 1790, les armoiries de Nijnekamtchatsk sont approuvées par les hautes autorités avec la description suivante : « Dans la partie supérieure de l'écu figurent les armoiries d'Irkoutsk. Dans la partie inférieure, sur fond bleu, figure une baleine, signe qu'il y en a beaucoup dans l'océan près de cette ville. »

### Déclin et disparition

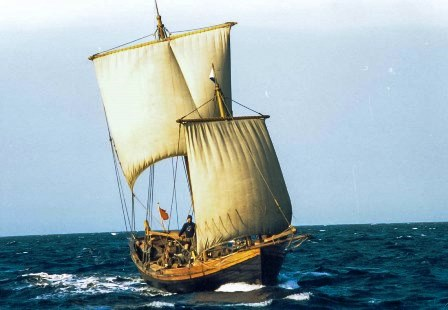
Un kotch, bateau brise-glace utilisé par les explorateurs russes de la Sibérie.

Alors qu'au début des années 1800, Nijnekamtchatsk est encore la principale ville du Kamtchatka, elle va rapidement décliner, en raison d'une part de la disparition de l'activité navale liée à la Compagnie russe d'Amérique et d'autre part de l'affirmation de Petropavlosk, dont le port est mieux abrité et plus facile d'accès, qui devient capitale régionale en 1813. En 1822, Nijnekamtchatsk perd son statut de ville. 
En 1852, l'explorateur et géologue russe Karl von Ditmar décrit une ville moribonde constituée de seulement 20  maisons et dont les fortifications ont disparues. Il cite les colonies de Klioutchi, Milkovo et Petropavlosk comme l'ayant surpassé en population et note l'absence de poste de commerce. Les habitants vivent principalement de la pêche, de la chasse et de cultures vivrières.
Au début du XXe siècle, le village de Nijnekamtchatsk, bien que considérablement réduit, continue d'exister. Pendant la période soviétique, Moscou débloque des fonds pour développer l'Extrême-Orient. Le village regagne quelques habitants, abrite une ferme collective et une garnison militaire, mais les activités industrielles, comme les conserveries de poisson, sont développées sur la ville côtière d'Oust-Kamtchatsk. Lors du recensement de 1968, la ville n'apparait plus dans la liste des localités habitées.

### Période moderne

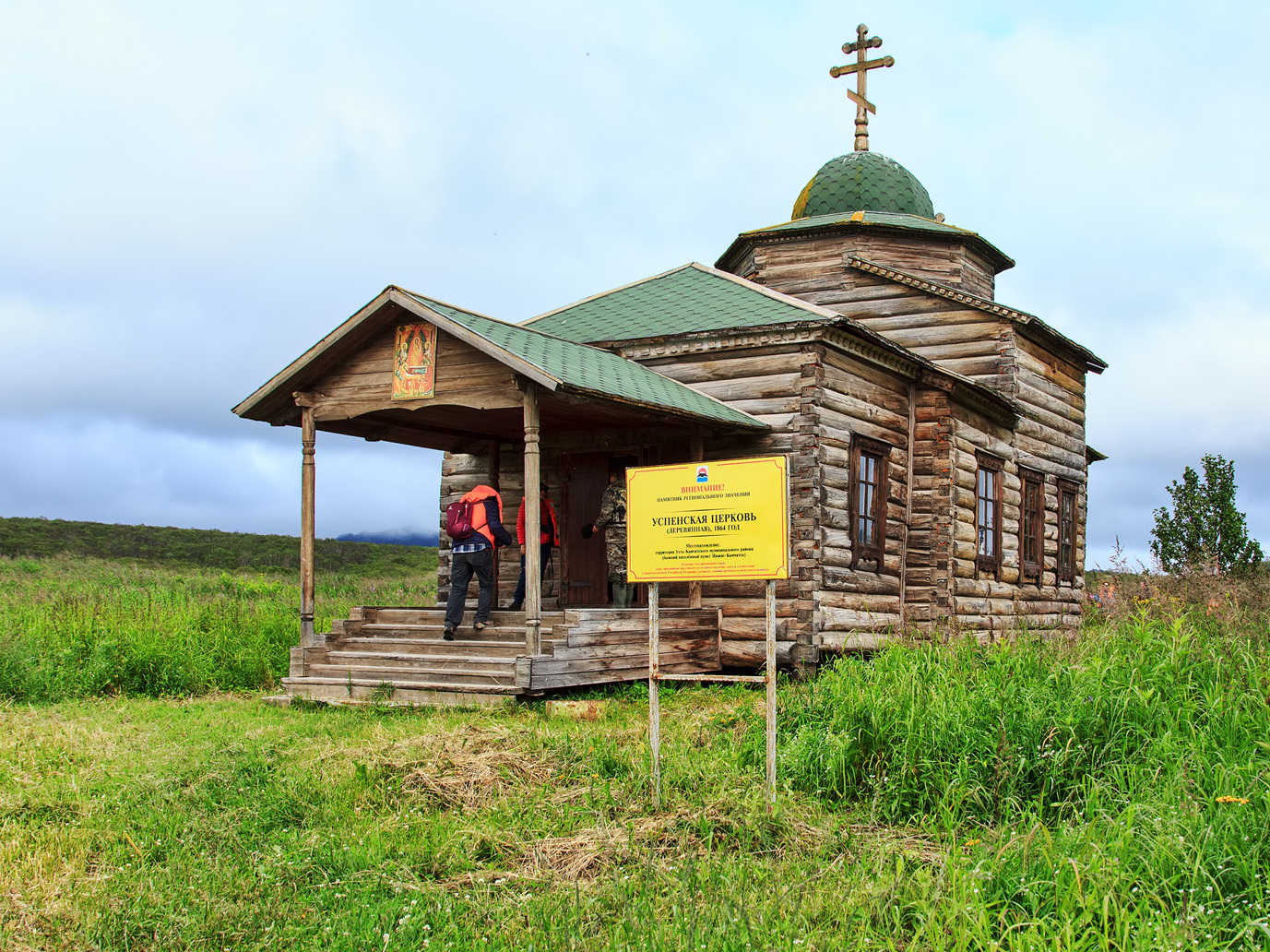
L'église de l'Assomption en 2019.

Dans les années 1980, le site est redécouvert par des fouilles archéologiques qui mettent à jour de nombreux objets de la période cosaque. Ceux-ci attestent d'un syncrétisme culturel entre colons russes et autochtones.
Au cours de l'été 1993, l'église de l'Assomption, seul bâtiment encore existant, est restaurée avant d'être inaugurée deux mois plus tard. La consécration de l'église se déroule devant une assistance de plusieurs centaines de personnes et journalistes, dont de nombreux Américains, l'église de l'Assomption étant l'église mère du Diocèse orthodoxe d'Alaska. Dans les années 2020, un projet touristique prévoit d'installer des logements sur le lac Krasnikovskoïe, à la bordure nord de Nijnekamtchatsk, et d'organiser des visites guidées du site historique.

## Démographie
Recensements et estimations de la population,:
| 1741 | 1787 | 1795 |
| ---- | ---- | ---- |
| 92   | 550  | 179  |

| 1822 | 1852 | 1867 |
| ---- | ---- | ---- |
| 299  | 245  | 110  |

| 1895 | 1926* | 1968 |
| ---- | ----- | ---- |
| 107  | 225   | 0    |

### Encyclopédies et dictionnaires
- (ru) « Нижнекамчатск », dans Dictionnaire encyclopédique Brockhaus et Efron, Saint-Pétersbourg, 86 volumes,‎ 1890-1907 (lire en ligne). .
- (ru) « Нижнекамчатский острог, Нижнекамчатск », dans Историческая энциклопедия Сибири [« Encyclopédie historique de la Sibérie »],‎ 2010 (lire en ligne). .
- (ru) Piotr Semionov-Tian-Chanski, « Нижнекамчатскь », dans Географическій лексиконъ Россійскаго государства [« Dictionnaire géographique et statistique de l'Empire russe »], Saint-Pétersbourg,‎ 1867 (lire en ligne). .

### Ouvrages
- (ru) Gokov A. V., Первые итоги раскопок города Нижнекамчатска XVIII—XIX вв [« Premiers résultats des fouilles de la ville de Nijnekamtchatsk aux XVIIIe-XIXe siècles »], Magadan, 1990.